# 性的挿入

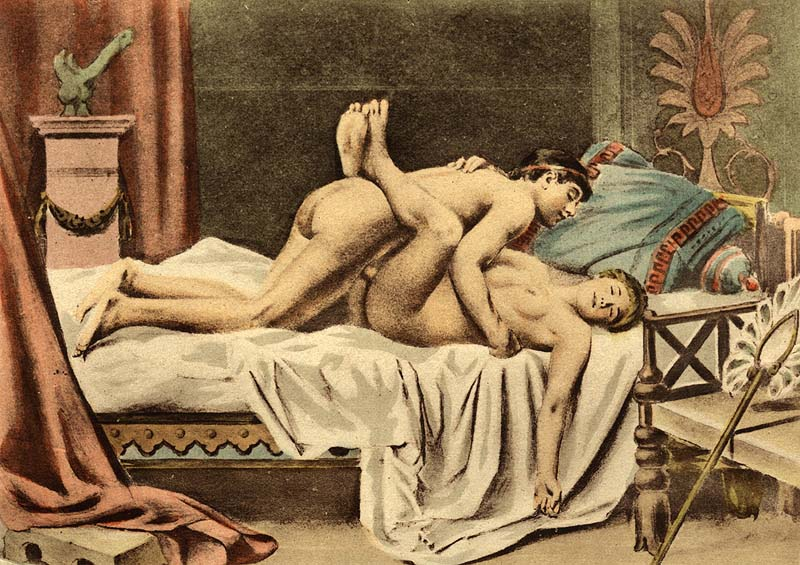
正常位による性的挿入（エドゥアール＝アンリ・アヴリル作）

性的挿入（せいてきそうにゅう、Sexual penetration）は、人間または動物による性行為の一種。膣・肛門・口などの穴に、陰茎を中心とする他の物体を挿入する行為を指す。医学用語や法律用語でもある。

## 性的挿入の種類
男性が陰茎を女性の膣に性的挿入することを、英語では一般的にvaginal intercourseまたはsexual intercourseと呼ぶが、日本語では一般的に性交またはセックスと呼ぶ。男性が陰茎を肛門に性的挿入することを、英語では一般的にanal sexやanal intercourseと呼び 、日本語では一般的にアナルセックスや肛門性交と呼ぶ。男性の陰茎が口に性的挿入されている状態を、英語では一般的にfellatioと呼び、日本語では一般的にフェラチオ（フェラ）と呼ぶ。男性が舌を女性の膣に性的挿入することを、英語では一般的にcunnilingusと呼び、日本語では一般的にクンニリングス（クンニ）と呼ぶ。舌を肛門に性的挿入することを、英語では一般的にanilingusとよび、日本語では一般的にアニリングスと呼ぶ。オーラルアナルセックスの一部を構成する。男性が指を女性の膣に性的挿入することを、英語では一般的にfingeringと呼び、日本語では一般的に手マンと呼ぶ。ディルドやバイブレータなどの性具を膣や肛門に挿入することも、性的挿入とみなすことができる。
| 名称           | 挿入者    | 受入者    | 挿入物 | 挿入部位 |
| -------------- | --------- | --------- | ------ | -------- |
| 性交           | 男性      | 女性      | 陰茎   | 膣       |
| アナルセックス | 男性      | 女性/男性 | 陰茎   | 肛門     |
| フェラチオ     | 男性      | 女性/男性 | 陰茎   | 口       |
| クンニリングス | 男性/女性 | 女性      | 舌     | 膣       |
| アニリングス   | 男性/女性 | 男性/女性 | 舌     | 肛門     |
| 手マン         | 男性/女性 | 女性      | 指     | 膣       |

## 性犯罪
挿入を伴う性犯罪は挿入を伴わないものよりも重大であると考えられており、児童への性的挿入、とりわけ女子児童の膣への性的挿入は特に重大な性犯罪であるとみなされている。性的同意年齢に満たない児童は性的挿入を伴う性行為に同意することはできない。法律上、「性的挿入」という用語は、一般に児童との性交に関して使用されている。違法な性的挿入は、挿入の深さや挿入した時間の長さ、射精の有無を問わず犯罪となる。
イギリスにおいては、親族に対する性的挿入は犯罪である。